# Digama budonga
Digama budonga är en fjärilsart som beskrevs av Bethune-Baker 1913. Digama budonga ingår i släktet Digama och familjen björnspinnare. Inga underarter finns listade i Catalogue of Life.